# Włochy na Letnich Igrzyskach Olimpijskich 1960
Włochy na Letnich Igrzyskach Olimpijskich 1960 reprezentowane był przez 280 zawodników (246 mężczyzn i 34 kobiety). Był to 13 start reprezentacji Włoch na letnich igrzyskach olimpijskich.

## Zdobyte medale
| Medal                | Zawodnik | Konkurencja                             | Rezultat                                                                                           |
| Boks                 | Boks | Boks                                    | Boks                                                                                               |
| -------------------- | --- | --------------------------------------- | -------------------------------------------------------------------------------------------------- |
| Złoto                | Francesco Musso | waga piórkowa                           | W finale pokonał reprezentanta Polski Jerzego Adamskiego 297:288                                   |
| Złoto                | Nino Benvenuti | waga półśrednia                         | W finale pokonał reprezentanta ZSRR Jurijego Radoniaka 297:288                                     |
| Złoto                | Franco De Piccoli | waga ciężka                             | W finale pokonał reprezentanta ZPA Daniela Bekkera przez nokdaun                                   |
| Srebro               | Primo Zamparini | waga kogucia                            | W finale przegrał z reprezentantem ZSRR Olegiem Grigoriewem 297:296                                |
| Srebro               | Sandro Lopopolo | waga lekka                              | W finale przegrał z reprezentantem Polski Kazimierzem Paździorem 299:293                           |
| Srebro               | Carmelo Bossi | waga lekkośrednia                       | W finale przegrał z reprezentantem USA Wilbertem McClure'm 295:292                                 |
| Brąz                 | Giulio Saraudi | waga półciężka                          | W półfinale przegrał z reprezentantem Polski Zbigniewem Pietrzykowskim 296:289                     |
| Gimnastyka           | |                                         | |
| Srebro               | Giovanni Carminucci | ćwiczenia na poręczach                  | 19,375 pkt                                                                                         |
| Brąz                 | Franco Menichelli | ćwiczenia na podłodze                   | 19,275 pkt                                                                                         |
| Brąz                 | Angelo Vicardi Pasquale Carminucci Orlando Polmonari Gianfranco Marzolla Giovanni Carminucci Franco Menichelli                                                                               | wielobój drużynowo                      | 559,05 pkt                                                                                         |
| Jeździectwo          | |                                         | |
| Złoto                | Raimondo D’Inzeo | skoki przez przeszkody indywidualnie    | 4 pkt                                                                                              |
| Srebro               | Piero D’Inzeo | skoki przez przeszkody indywidualnie    | 16 pkt                                                                                             |
| Brąz                 | Piero D’Inzeo Raimondo D’Inzeo Antonio Oppes | skoki przez przeszkody drużynowo        | 80,5 pkt                                                                                           |
| Kajakarstwo          | |                                         | |
| Srebro               | Aldo Dezi Francesco La Macchia | C-2 1000 m                              | 4:20,77                                                                                            |
| Kolarstwo            | |                                         | |
| Złoto                | Livio Trapè Antonio Bailetti Ottavio Cogliati Giacomo Fornoni | wyścig drużynowy na 100 km              | 2:14:33,53                                                                                         |
| Złoto                | Sante Gaiardoni | 1 km ze startu zatrzymanego             | 1:07,27                                                                                            |
| Złoto                | Sante Gaiardoni | sprint                                  | 11,1                                                                                               |
| Złoto                | Sergio Bianchetto Giuseppe Beghetto | tandemy                                 | 10,7                                                                                               |
| Złoto                | Marino Vigna Mario Vallotto Luigi Arienti Franco Testa | 4 km drużynowo na dochodzenie           | 4:30,90                                                                                            |
| Srebro               | Livio Trapè | wyścig indywidualny ze startu wspólnego | 4:20,37                                                                                            |
| Brąz                 | Valentino Gasparella | sprint                                  | Wygrał wyścig z reprezentantem Australii Ronem Baenschem                                           |
| Lekkoatletyka        | |                                         | |
| Złoto                | Livio Berruti | bieg na 200 m                           | 20,5 =                                                                                             |
| Brąz                 | Abdon Pamich | chód na 50 km                           | 4:27:55,4                                                                                          |
| Brąz                 | Giuseppina Leone | bieg na 100 m                           | 11,3                                                                                               |
| Piłka wodna          | |                                         | |
| Złoto                | Dante Rossi Giuseppe D’Altrui Eraldo Pizzo Gianni Lonzi Franco Lavoratori Rosario Parmeggiani Danio Bardi Brunello Spinelli Salvatore Gionta Amedeo Ambron Giancarlo Guerrini Luigi Mannelli | turniej mężczyzn                        | W finałowej grupie wygrali z reprezentacją Jugosławii 2:1 i zremisowali z reprezentacją Węgier 3:3 |
| Podnoszenie ciężarów | |                                         | |
| Brąz                 | Sebastiano Mannironi | kategoria wagowa 56 – 60 kg             | 352,5 kg                                                                                           |
| Strzelectwo          | |                                         | |
| Srebro               | Galliano Rossini | trap                                    | 191 pkt                                                                                            |
| Szermierka           | |                                         | |
| Złoto                | Giuseppe Delfino | szpada indywidualnie                    | 5 wygranych walk                                                                                   |
| Złoto                | Edoardo Mangiarotti Giuseppe Delfino Carlo Pavesi Alberto Pellegrino Fiorenzo Marini Gianluigi Saccaro                                                                                       | szpada drużynowo                        | W finale pokonali reprezentację Wielkiej Brytanii 9:5                                              |
| Srebro               | Edoardo Mangiarotti Luigi Carpaneda Alberto Pellegrino Mario Curletto Aldo Aureggi | floret drużynowo                        | W finale przegrali z reprezentacją ZSRR                                                            |
| Brąz                 | Wladimiro Calarese | szabla indywidualnie                    | 4 wygrane walki                                                                                    |
| Brąz                 | Wladimiro Calarese Giampaolo Calanchini Pierluigi Chicca Mario Ravagnan Roberto Ferrari | szabla drużynowo                        | W meczu o 3. miejsce pokonali reprezentację USA                                                    |
| Brąz                 | Antonella Ragno-Lonzi Irene Camber Velleda Cesari Bruna Colombetti-Peroncini Claudia Pasini                                                                                                  | floret drużynowo                        | W meczu o 3. miejsce pokonały reprezentację Niemiec                                                |
| Wioślarstwo          | |                                         | |
| Srebro               | Tullio Baraglia Renato Bosatta Giancarlo Crosta Giuseppe Galante Karl-Heinz Hopp Klaus Bittner                                                                                               | czwórka bez sternika                    | 6:28,78                                                                                            |
| Brąz                 | Fulvio Balatti Romano Sgheiz Franco Trincavelli Giovanni Zucchi Ivo Stefanoni | czwórka ze sternikiem                   | 6:43,72                                                                                            |
| Żeglarstwo           | |                                         | |
| Brąz                 | Antonio Cosentino Antonio Ciciliano Giulio De Stefano | klasa Dragon                            | 5704 pkt                                                                                           |